# Nagarote
Nagarote – miasto w Nikaragui; 26 tys. mieszkańców (2006). Przemysł spożywczy.